# Monte Ehrenspeck
Il Monte Ehrenspeck (in lingua inglese: Mount Ehrenspeck) è una montagna antartica, alta 2.090 m, situata 4 km a sudovest del Monte Kenney. È uno dei picchi che compongono i Cathedral Peaks, un gruppo di cime che formano una porzione della parete sul fianco orientale del Ghiacciaio Shackleton, nei Monti della Regina Maud, in Antartide. 
La denominazione è stata assegnata dall'Advisory Committee on Antarctic Names (US-ACAN) in onore di Helmut Ehrenspeck (1943-2001), geologo del gruppo dell'Ohio State University che nel 1070-71 aveva redatto una mappature geologica dell'area circostante.